# 大蓮寺 (京都市)
大蓮寺（だいれんじ）は、京都市左京区にある浄土宗の寺院。山号は引接山。本尊は阿弥陀如来。後光明天皇が夫人の安産祈願を命じたことから、安産祈願の寺として知られる。本堂には洛陽三十三所観音霊場第8番札所本尊の十一面観音も祀られている。

## 歴史
この寺は、慶長5年（1600年）深誉が現在の京都市下京区に創建したのに始まる。伝承によると、慶長5年のある日、深誉は伏見の地で金色に輝く阿弥陀如来を見出し、誰も供養する者がないことをもったいなく思い、持ち帰って五条に仏堂を建て安置した、これが大蓮寺であるという。しかし、後になってこの阿弥陀如来は真如堂（真正極楽寺）の阿弥陀如来であることがわかり、真如堂に訴えられて返還することになった。残念に思った深誉が二十一日間の念仏を修したところ、最後の夜に旅の僧があらわれ共に念仏するが、次の朝には旅の僧の姿はなく、その代わりに本尊の阿弥陀如来が分かれて二体になっていた。一体は真如堂に返還し、もう一体はこれまで通り、大蓮寺の本尊として祀った。
その後、後光明天皇の夫人である典侍庭田秀子が難産に苦しんでいたため、大蓮寺に安産祈願の勅命が下った。祈願の甲斐あって第一皇女の孝子内親王は無事出生。後光明天皇崩御の後は有栖川職仁親王がその信仰を受け継ぐ。その縁で寺紋は有栖川宮紋となっている。
明治初年の神仏分離に伴い廃寺となった祇園社（現・八坂神社）観慶寺から薬師如来像などの仏像がこの寺に移されている。寺は当初は仏具屋通五条下る毘沙門町（京都市下京区、西洞院五条の交差点付近）にあったが、1944年（昭和19年）に空襲対策として五条通を拡幅することとなり、移転を余儀なくされて東山二条に移った。戦後、昭和40年代に現在地にあった浄土宗・常念寺と合併して寺基を移した。
18世住職芳井教岸の直弟子籏玄教（はたげんきょう）は、明治から大正にかけて「走り坊主」の通称で知られた。その奇行や貧困層に対する施しは京都名物として有名で、1918年（大正7年）の新聞紙面で「今一休」とたたえられた。

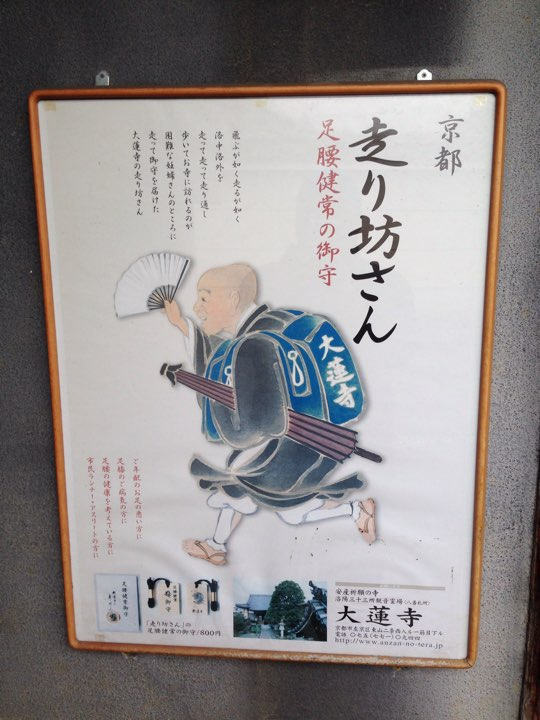
門前にある走り坊主の看板。足腰健常のお守りにもなっている

## 仏像

### 本尊
- 阿弥陀如来立像

真如堂（真正極楽寺）の阿弥陀如来の分身とされ、円仁（慈覚大師）作の伝承をもつ。女人救済、安産に利益のある阿弥陀像として信仰されている。

### 感神院（祇園社）
- 十一面観音立像

祇園社（現・八坂神社）観音堂の旧仏。カヤ材の一木造りで、10世紀の作。洛陽三十三所観音霊場第8番札所。
- 薬師如来立像（重要文化財）

かつて祇園社の本地仏であったもので、祇園社の境内にあった観慶寺薬師堂に安置されていたが、明治の廃仏毀釈・神仏分離で観慶寺が廃絶した後、大蓮寺に移された。定朝様の温和な作風の像で平安時代後期の作風を示し、祇園社が延久2年（1070年）の火災で焼失した直後に造立されたものと推定される。作者は定朝の弟子で院派・慶派の祖である覚助と推定する説が有力である。像高192cm。
- 夜叉神明王立像

祇園社の旧仏。洛陽十二社中の一とされ、厄除の利益があるという。

## 境内
- 本堂 - 1993年（平成5年）建立。
- 庫裏
- 山門

## 文化財

### 重要文化財
- 木造薬師如来立像 - 解説は既出。

## 前後の札所
洛陽三十三所観音霊場
7 長楽寺　-　8 大蓮寺　-　9 青龍寺

## 交通
- 京都市営バス東山二条・東山仁王門バス停より徒歩3分